# Ma Jinyu
Ma Jinyu (xinès simplificat: 马金瑜) (Shihezi 1978 -) periodista, reconvertida en apicultora al Tibet.

## Biografia
Ma Jinyu va néixer el 1978 a Shihezi, una ciutat administrada per un bingtuan (兵团), o cos de producció i construcció al nord de Xinjiang (Regió Autònoma Uigur de Xinjiang) on treballaven els seus pares.
El 2021 va tenir molt ressò en els mitjans de comunicació,quan mitjançant la xarxa d'Internet "WeChat" va acusar el seu marit de colpejar-la sovint, de vegades causant-li lesions greus. Aquest fets van ser negats pel marit en unes declaracions al "Jimu News", però les autoritats de Guide (província de Qinghai) van obrir una investigació.

### Periodista
Després d'acabar els seus estudis universitaris, es va convertir en periodista al Nanfang Baoye News Group (南方 报业 传媒 集团), un grup amb seu a Guangdong que reuneix els diaris més grans del sud, com el diari Nanfang (南方 日报) o el Southern Weekly (南方周末), on hi va treballar fent reportatges durant 14 anys viatjant per Yunnan, Sichuan i Gansu. També va col·laborar amb alguns mitjans estrangers.
El 2008 va guanyar el premi asiàtic SOPA News Excellence Writing Award.
El 2010, després de catorze anys de periodisme,va ser enviada a fer reportatges sobre la indústria apícola i va viatjar a Qinghai per entrevistar apicultors. Un dels primers que va conèixer va ser un tibetà anomenat Zhaxi (扎西), del districte de Guide (贵德 县),a la prefectura de Yushu (玉树 州), amb qui al cap de dos mesos s'hi va casar. Durant un temps va compaginar la vida a la zona rural amb el treball com a periodista fins al 2012,. quan va deixar Canto, per anar a viure amb el seu marit i el fills a Qinghai.

### Apicultora
A Qinghai, Ma, que es va convertir en una empresària d'èxit amb la venda de mel i altres productes locals,com pebrots i bolets. Inicialment només venien a intermediaris, però en funció dels marges, Ma va decidir impulsar les vendes via comerç electrònic. Per potenciar l'economia de la zona va crear un grup de dones per treballar en tot el procés d'envasat i distribució, malgrat l'opinió contrària de la majoria de marits.
El 2017 va explicar la seva experiència com empresaria-apicultora en un llibre que va anar a presentar a Gansu, juntament amb el seu marit i tres dones tibetanes que mai havien estat fora de la seva província.